# Wuling Longka
Wuling Longka — среднетоннажный грузовой автомобиль, выпускаемый с 2024 года китайским брендом Wuling.

## История и описание модели
Wuling Longka, представленный в мае 2023 года, имеет бескапотную кабину и расположенный между сиденьями приводной блок. Вверху кабины имеется 8-дюймовый сенсорный экран мультимедийной системы.
Wuling Longka приводится в движение атмосферным 2,0-литровым двигателем внутреннего сгорания мощностью 134 л. с. в паре с пятиступенчатой механической трансмиссией. Максимальная скорость ограничена до 105 км/ч.

### Продажи
Wuling Longka продаётся исключительно на внутреннем китайском рынке.

### Двигатель
- R4, 2,0 л, 134 л. с.